# Parazygiella carpenteri
Parazygiella carpenteri är en spindelart som först beskrevs av Archer 1951.  Parazygiella carpenteri ingår i släktet Parazygiella och familjen hjulspindlar. Inga underarter finns listade i Catalogue of Life.